# Ноа Атуболу
Ноа Атуболу (нім. Noah Atubolu, нар. 22 травня 2002, Фрайбург, Німеччина) — німецький футболіст нігерійського походження, воротар «Фрайбурга» та молодіжної збірної Німеччини.

## Ігрова кар'єра

### Клубна
Ноа Атуболу народився у Фрайбурзі у нігерійській родині. У 2015 році він приєднався до футбольної школи місцевого клуба. У сезоні 2020/21 Атуболу дебютував на професійному рівні у «Фрайбург II» у Регіональній лізі, де стали переможцями і в подальшому продовжив виступи вже у Лізі 3. У першій команді «Фрайбурга» воротар вперше вийшов на поле у жовтні 2022 року у матчі Кубка Німеччини проти «Санкт-Паулі». Також в листопаді Атуболу зіграв у матчі групової стадії Ліги Європи проти азербайджанського «Карабаха».

### Збірна
У складі (U-17) у 2019 році Ноа Атуболу зіграв одну гру на юнацькому чемпіонаті Європи.
Влітку 2023 року Атуболу був основним воротарем молодіжної збірної Німеччини на молодіжному чемпіонаті Європи в Румунії та Грузії.